# Elaeagnus davidii
Elaeagnus davidii är en havtornsväxtart som beskrevs av Adrien René Franchet. Elaeagnus davidii ingår i släktet silverbuskar, och familjen havtornsväxter. Inga underarter finns listade i Catalogue of Life.